# Revolutionäre Zellen
 (juillet 2010).
Si vous disposez d'ouvrages ou d'articles de référence ou si vous connaissez des sites web de qualité traitant du thème abordé ici, merci de compléter l'article en donnant les références utiles à sa vérifiabilité et en les liant à la section « Notes et références ».
Les Cellules révolutionnaires (en allemand : Revolutionäre Zellen ou RZ) sont une organisation de guérilla urbaine de gauche active en Allemagne de l'Ouest durant les « années de plomb ».
Selon le bureau du procureur fédéral allemand, les RZ, au cours de leurs vingt années d'existence, ont revendiqué 186 attaques, dont 40 à Berlin, la plus célèbre ayant été le détournement d'un avion Air France au cours de l'été 1976 vers Entebbe.

## Histoire

### Débuts
Les premières cellules ont été formées par des membres du Secours noir, du Secours rouge et du Revolutionärer Kampf. 
La centralisation de la RAF autour des avocats[pas clair] a ainsi montré ses faiblesses lors des 8 arrestations de juin 1972. Pour prendre le relais, en évitant les expériences désastreuses de la RAF, les Revolutionäre Zellen évitent la clandestinité et toute centralisation. Volontairement peu nombreux, sélectionnés après des années de tests dans plusieurs associations comme le Secours rouge, ils ne se rencontrent que dans les bois, où ils s'entraînent et peaufinent armement et faux passeports. 
Le groupe est fondé par quatre salariés d'un petit éditeur de Francfort, "Red Star". Parmi eux, le comédien amateur Wilfried Böse, fondateur du comité de soutien local aux "Black Panthers" et sa femme Brigitte Kuhlmann, qui vient d'échouer à cacher Ulrike Meinhof à Hanovre, où un voisin qui avait pourtant promis la solidarité l'a dénoncée en juin. Également salariés de  "Red Star", le couple formé de Johannes Weinrich et Magdalena Kopp, qui partent en Bavière près d'Erlangen, avec Gerd-Hinrich Schnepel, un autre petit éditeur francfortois, le cinquième cofondateur. 
Wilfried Böse contacte Hans-Joachim Klein, délégué du Secours rouge, qu'il sait "très actif dans les manifs" se "baladant un peu partout" pour "participer à des meetings". Apprenant qu'il est "fana des armes" il l'emmène dans une armurerie. Avec les Revolutionäre Zellen, il fera d'abord "des petites actions" et a "beaucoup voyagé, surtout en Allemagne"
Les principaux secteurs d’activité ont été  Berlin-Ouest, la région de Francfort et la Ruhr. Cependant, les cellules révolutionnaires n’ont pas été une organisation très développée et n'ont pas eu une structure hiérarchique verticale: les différentes cellules ont agi de manière autonome. Très peu de ses membres connaissaient tous les groupes.
Les RZ avaient moins d'activistes que le Mouvement du 2 juin qui en avait moins que les 15 à 25 clandestines permanents de la RAF. Leurs activistes gardaient une activité normale pour éviter les dangers découlant de la clandestinité.
Leur discours a toujours déclaré qu’ils font "partie des masses", et pas des groupes de guérilla urbaine isolée mais de la "guérilla tactique pratiquée par les masses". Ils spéculant, dans cette optique sur le climat de l'époque, avec des sondages de 1972 montrant que la proportion d'allemand considérant la RAF comme pratiquant un combat politique culmine chez les moins de 25 ans à près d'un sur 5 ou sur 4.
Lors de la visite de Sartre à Baader en 1974, des centaines de photos montrent Klein, qui conduit la Peugeot de l'avocat Sephan Baier, du cabinet Johannes Riemann, chargé de la défense de Baader avant Klaus Croissant, puis en tant qu'observateur à l'arrière-plan de la conférence de presse. Klein travaillera jusqu'en septembre 1975 pour le cabinet Johannes Riemann, qui plus tard défendra Brigitte Heinrich, compagne de Klaus Croissant, condamnée à 21 mois de prison "pour trafic d'armes" en 1980 et 2e sur la liste des Verts en 1984. 
En décembre 1975, des empreintes digitales prises à l'hôpital de Vienne permettront le rapprochement. "De toute évidence", Klein était au service de Croissant estime alors la presse allemande d'autant que Croissant vient d'être arrêté, entre-temps, le 23 juin 1975, accusé de soutenir l'activité terroriste de la RAF. Klein était déjà poursuivi pour sa participation répétée aux squats à Francfort, et connu pour vol et cambriolage et ses liens depuis 1971 avec Hanna Elisa Krabbe, de la RAF, impliquée dans la prise d'otages du 24 avril 1975 à Stockholm, qui a échoué à libérer 26 détenus de la Bande Baader. Klein avait partagé avec elle un logement dans les années 1972/73.

### Les liens avec la FAR
Les RZ ont été créées à la mi-1972, avec des "gens de la Fraction armée rouge qui ont soutenu le projet" même si la plupart "avaient été anéantis par les arrestations du premier semestre 1972" qui ont décapité la Fraction armée rouge. 
Ayant « assumé les conséquences au niveau de l’organisation » de l'échec de la FAR, il est décidé de ne plus "mettre sur pied une grosse logistique illégale" car "beaucoup de véhicules, beaucoup de papiers, beaucoup d’appartements" avait "été fatal à la FAR" et "d'éviter dans la formation des RZ que les militants de l’organisation agissent hors de la légalité et de la gauche légale", se souvient un fondateur. Les RZ sont "l’après-1972" c'est-à-dire après la Prise d'otages des Jeux olympiques de Munich de septembre 1972 pour laquelle ils n'ont fourni qu'une aide logistique.

### Le stock de grenades volées
Les Revolutionäre Zellen ont trouvé, au même moment, une aubaine dans le vol d'un stock de grenades à fragmentation en Allemagne en 1972. Ces grenades 75 M26 ont été volées dans un raid terroriste dont la date n'est pas connu, la cause et l'auteur inexpliqués, mais qui n'a pu avoir lieu qu'entre le 15 janvier et le 26 juin 1972 à Miesau, dans une base aérienne américaine. Le stock était traçable grâce aux numéros de série. Il sera aussi utilisé dans d'autres attentats des RZ, à Vienne contre l'OPEP, ou à La Haye ,. Les grenades sont découvertes le 26 juin 1972 au domicile d'un certain Hannes K, qui reconnaît avoir eu des contacts avec des "organisations palestiniennes " mais aussi des membres de la Fraction Armée Rouge, mais qu'après son démantèlement, une autre a pris sa suite, les RZ. D'autres grenades M26 provenant du même vol avaient déjà servi dans un vol avec arme commis en août 1973 dans une banque de Hambourg, attribué aux RZ, d'autre étant même retrouvées en février 1974 lors de perquisitions chez des membres des RZ, puis en 1978 dans une cache d'armes attribuée à cette même organisation.
Une partie de ces grenades sont découvertes le 26 juin 1972 au domicile d'un certain Hannes K, qui reconnaît avoir eu des contacts avec des « organisations palestiniennes » mais aussi des membres de la Fraction Armée Rouge, mais qu'après son démantèlement, une autre a pris sa suite, les RZ. D'autres grenades M26 provenant du même vol avaient déjà servi dans un vol avec arme commis en août 1973 dans une banque de Hambourg, attribué aux RZ, d'autre étant même retrouvées en février 1974 lors de perquisitions chez des membres des RZ, puis en 1978 dans une cache d'armes attribuée à cette même organisation.
Dans la poche du manteau de l'un des agresseurs, les enquêteurs ont trouvé la clé d'une voiture de location louée cinq jours avant par un "Jürgen Schulz", sur présentation d'une fausse carte d'identité fédérale, un des papiers d'identité volés par Ulrike Meinhof et Karl-Heinz Ruhland en 1971 au bureau du maire de la ville hessoise de Langgöns. Un autre de ces papiers d'identité sera retrouvé par la police française, deux mois plus tard, le 27 juin 1975 dans l'appartement parisien où a eu lieu la Fusillade de la rue Toullier au cours de laquelle "Carlos" venait d'abattre l'agent palestinien Moukarbal et deux agents de la DST, accompagnés des grenades du même stock.

#### Le lien avec Carlos et les FPLP-SC
Le terrorisme palestinien était de son côté très actif depuis quatre ans, avec première attaque contre un avion d’El Al le 23 juillet 1968, détourné vers Alger, qui signe la scission créant le FPLP-SC, distinct du FPLP. Après un mois de négociations tendues, les otages sont libérés, en échange de la libération de 16 prisonniers palestiniens détenus en Israël. Georges Habache, chef du FPLP, est opposé à cette stratégie (en 1969, 87 avions sont détournés) et le Mossad commence à liquider les membres du FPLP-SC.
Wadie Haddad est même violemment exclu du FPLP après son rôle dans la débâcle de Septembre noir, au début de septembre 1970, et il exclura lui-même, plus tard, Carlos, accusé d'avoir voulu dérober la rançon de l'attentat de 1975 à Vienne, dans lequel Carlos avait embarqué Klein.
De son côté, Carlos abandonne fin 1972 les cours d’espagnol à Londres pour se consacrer à son engagement pro-palestinien et entre au groupe de Mohamed Boudia, directeur du « Théâtre de l’Ouest », mais surtout chef de la branche européenne du FPLP. 
Mohamed Boudia est tué par une bombe le 28 juin 1973 à Paris, puis remplacé par le Libanais Michel Moukarbel, étudiant en art à Paris,. Michel Moukarbel est alors chargé de contacter les RZ, le Mouvement du 2 Juin, les Brigades Rouges, l’ETA et l'Armée Rouge Japonaise, pour une plate-forme logistique commune en Europe,. Deux mois après, le RZ font leur premier braquage avec une des grenades volées. Carlos deviendra son bras droit après la tentative d’assassinat, le 30 décembre 1973, de Joseph Edward Sieff, président de Marks & Spencer et du congrès juif anglais.

### Les attentats

#### La période 1973
Le groupe a offert des services logistiques lors de la prise d'otage de septembre 1972 à Munich mais se fait d'abord connaître à partir d'août 1973 par un braquage dans une banque de Hambourg.
L'attentat contre les bureaux de l’ITT (International Telephone and Telegraph) à Berlin-Ouest le 17 novembre 1973 et à Nurenberg le 18 novembre 1973 est leur première activité revendiquée, liées à l’implication selon eux de la société ITT dans le renversement du gouvernement de Salvador Allende le 11 septembre 1973 au Chili et à la dénonciation de l’impérialisme américain" dans le "tiers monde".

#### La période 1974
Les RZ commettent rapidement des attentats à l'international, avec les grenades volées en Allemagne en 1972 et déjà utilisées lors d'un braquage en Allemagne fin 1973. Le premier est la prise d'otages du 13 septembre 1974 à l'ambassade de France à La Haye, menée sous la direction de Fusako Shigenobu, de l'Armée rouge japonaise qui a juste avant causé 7 morts au Japon en faisant exploser une bombe devant le siège de Mitsubishi, accusé d'avoir profité de la Guerre du Vietnam.
Le 26 juillet 1974, un vol en provenance de Beyrouth (Liban) se pose à l'aéroport d'Orly. Dans l'attaché-case, doté d'un double fond, de Yutaka Furuya, né en 1949, au Japon et sympathisant de l'Armée rouge japonaise, les douaniers trouvent trois autres passeports, 10 000 dollars en faux billets et une liste de compatriotes établis à Paris où il a un mystérieux rendez-vous, à l'hôtel Sainte-Anne, à la demande d'un ami palestinien. Son passeport, délivré en novembre 1973 à Tokyo, provient d'un ensemble contrefait. 
Lors de la prise d'otages de 1974 à l'ambassade de France à La Haye, les trois terroristes réclament un million de dollars et la libération de Yutaka Furuya. Ils blessent grièvement deux policiers néerlandais et s'enferment dans le bureau de l'ambassadeur avec onze otages. Fusako Shigenobu est placée sur la liste internationale des personnes recherchées du Département métropolitain de police du Japon. L'opération est suivie deux jours après par l'attentat du drugstore Publicis. Dans les deux cas sont utilisées les grenades volées en Allemagne en 1972 et déjà utilisées lors d'un braquage en Allemagne fin 1973.

#### La période 1975
Début 1975, pour la fabrication de faux papiers d’identité, Magdalena Kopp est envoyée enseigner les techniques photographiques à Londres, où elle rencontre Carlos, dans l'appartement  où elle vit avec le libanais Michel Moukarbel, chef officiel du groupe, Hans-Joachim Klein et Wilfried Böse. Carlos propose d'enlever contre rançon de 40 millions de dollars l’ambassadeur à Londres des Émirats arabes unis. Quasi-impossible à organiser, l’opération est abandonnée. 
Entre-temps, les policiers français découvrent que Johannes Weinrich est à l’origine des attentats à la roquette commis par des "commandos palestiniens" à Orly, le 13 janvier 1975 contre El Al (trois blessés) puis six jours après contre un avion israélien (vingt blessés), car il a signé les contrats de location pour deux des voitures utilisées. Il est arrêté le 24 mars 1975 à Francfort mais libéré pour raisons de santé. 
Le 24 avril 1975, la Prise d'otages à l'ambassade d'Allemagne de l'Ouest à Stockholm cause quatre morts et échoue à obtenir libération de 26 détenus de la RAF. L'une des preneuses d'otage est Hanna Elisa Krabbe, avec qui Hans-Joachim Klein avait partagé un logement dans les années 1972/73. Dans l'ambassade, sont retrouvées deux grenades à fragments, non explosées, provenant du stock de 75 M26 (grenade) volées par les Revolutionäre Zellen entre le 15 janvier et le 26 juin 1972 à Miesau. De plus, un des papiers d'identité volés par Ulrike Meinhof et Karl-Heinz Ruhland en 1971 à la mairie de Langgöns a servi à louer une voiture. 
Le même type de matériel, grenades volées en 1972 et papiers dérobés en 1971, est aussi retrouvée deux mois après, en juin 1975, dans un appartement parisien fréquenté par les Revolutionäre Zellen, Carlos et Michel Moukarbel, respectivement étudiants à Londres et Paris. En juin 1975 aussi, ce dernier se rend à Beyrouth pour de nouvelles instructions auprès de Waddi Haddad. Mais il n’observe pas les règles de prudence: au retour, il est arrêté à l’aéroport. Le commissaire Jean Herranz, à la recherche du cerveau de l'Attentat du drugstore Publicis le laisse repartir, pouvant désormais le pister.
Suivi par la DST, Michel Moukarbel donne rendez-vous dans un café à Carlos puis rencontre Wilfried Böse, dans un café rue de Rivoli. Le lendemain, Böse se rend à une adresse où il doit recevoir des instructions supplémentaires et vivre temporairement. Mais quand il sonne à la porte de cet appartement du Quartier Latin, des agents de la police armés et des agents anti-espionnage l'arrêtent. Deux jours plus tard, Böse sera remis aux autorités frontalières allemandes à Saargemünd, puis libéré par un magistrat peu méfiant de Sarrebruck. La DST obtient aussi l'adresse de chez Carlos, rue Toullier, où ce dernier tue deux policiers. La presse française et européenne accorde une place importante à cette Fusillade de la rue Toullier du 27 juin 1975,. Le quotidien Libération titre : Carlos – DST : 3-0. La presse britannique s’intéresse aux appartements dans lesquels Carlos a vécu à Londres. Après avoir lu que Carlos cachait des armes dans les appartements de ses conquêtes, certaines d’entre elles regardent chez elles et trouvent de véritables arsenaux.
Le groupe prépare ensuite la Prise d'otages du siège de l'OPEP à Vienne (décembre 1975), qui cause trois morts. Pour justifier leur décision de participer à la plus grosse opération du groupe depuis le début, les terroristes Allemands arguent que la guerre civile faisait rage depuis 6 mois au Liban, où les Palestiniens étaient attaqués par les phalangistes.

#### La période 1976
En avril 1976, une valise bourrée de plastic est glissée à bord d'un avion de Japanese Air Lines pour exiger en échange d'une rançon de 5 million dollars dont la majeure partie devait aller au Front populaire de libération de la Palestine et le reste aux allemands.
Au printemps 1976, les RZ revendiquent par ailleurs un vol d’explosif à l’armée américaine, effectué plus tôt, sous le nom de « Cellules Révolutionnaires – Brigade Ulrike Meinhof », du nom d’une des responsables de la RAF, qui venait de se suicider en prison.
Bernd Haussmann, cofondateur du Mouvement du 2 juin, subit lui aussi un entraînement en vue de commettre un massacre à l'Aéroport Ben Gourion de Tel-Aviv en Israel le 24 mai 1976. On ne le prévient pas que sa valise, enregistrée sous un faux nom, doit exploser lors de l'inspection des douanes en Israel, ce qui tue deux personnes et provoque 7 blessés. Sa compagne Brigitte Kuhlmann, membre du groupe terroriste Revolutionäre Zellen est informée qu'il a été tué, ce qui la décide à participer au détournement d'un avion Air France au cours de l'été 1976 vers Entebbe. L'attentat est revendiqué par le FPLP.
Bose sera tué, tout comme Brigitte Kuhlmann, par l'armée israélienne le 4 juillet 1976, venue libérer les otages de l'avion détourné en Ouganda. Ehud Barak, futur ministre de la défense puis premier ministre israélien, fut l'un des planificateurs ce Raid d'Entebbe, ensuite adulé pour ce succès même si le raid coûte la vie à un soldat israélien, frère de Benjamin Nethanyaou.

### Les arrestations
La première avancée de la police allemande contre les RZ a lieu en décembre 1976 après l'échec d'un attentat contre un cinéma d’Aix-la-Chapelle, à un moment où la police était parvenue à arrêter la plupart des membres de la RAF et détenait des personnes importantes du Mouvement du 2 Juin mais restait dans le noir dans le cas des RZ. Le lendemain de l'attentat, Gerd Albartus et Enno Schwall sont arrêtés, car la bombe intacte a été retrouvée.

### La déclinaison féminine
Une déclinaison féminine des RZ s'est mise en place à partir de 1975 : l'organisation "Rote Zora", prenant son nom du personnage principal du livre de 1941 Die Rote Zora und ihre Bande Kurt Held, qui raconte l'histoire d'une croate surnommée "Rote Zora", dirigeant une bande d'orphelins engagés à remédier à l'injustice. 
L'organisation existait auparavant depuis 1974 sous le nom de "Femmes des cellules révolutionnaires" et a commencé ses attaques en 1975 par un attentat à la bombe contre la Cour constitutionnelle fédérale allemande à Karlsruhe puis a enchaîné en 1977 par un attentat à la bombe devant les bureaux de l'Association allemande des médecins pour protester contre les lois anti-avortement puis en 1978 des incendies criminels contre des sex-shops à Cologne.

## Militants repentis
Le militant le plus connu après Wilfried Böse et Brigitte Kuhlmann, morts dans le Raid d'Entebbe et leur mentor Ilich Ramírez Sánchez, est Hans-Joachim Klein, est le seul terroriste allemand "repenti" qui ne se soit pas livré aux autorités. 
D'autres terroristes comme Michael Baumann, Astrid Pro et Peter-Jürgen Boock, qui ont aussi quitté le terrorisme mais étaient membres d'autres mouvements, ont été arrêtés ensuite, quand la Justice a voulu les interroger. Pour Peter-Jürgen Boock, interpellé en 1981, les premières réponses ont d'abord été allusives et il n'a élaboré ses réponses qu'en 1990. 
Dès 1974, Bommi Baumann, cofondateur du Mouvement du 2 juin, a abjuré la violence lors d'une interview dans le magazine d'information Der Spiegel. Sa citation "Freunde, schmeißt die Knarre weg" (Amis, jetez votre arme / pistolet) est devenue bien connue dans ses cercles politiques.  En 1975, son autobiographie Wie alles anfing ("Comment tout a commencé") a été publiée. Il y décrit son évolution personnelle en défenseur de la guérilla urbaine et commente de manière critique la lutte armée.
Plus globalement, ceux qui vont quitter les organisations extrémistes par eux-mêmes sont très souvent les « artificiers », responsables de la logistique, plus que les chefs ou les exécutants des attaques. L'une des méthodes possibles pour quitter le groupe est l’emprisonnement, au cours duquel le prisonnier fournit des informations contre les anciens membres du groupe en échange d'une protection, comme ce fut le cas pour Volker Speitel en 1977-1978.

## Membres
- Ilich Ramírez Sánchez (plus connu sous le pseudonyme de « Carlos »)
- Johannes Weinrich
- Magdalena Kopp, épouse de Johannes Weinrich
- Wilfried Böse, bras droit de Weinrich, est aussi membre du Barreau de Francfort.
- Brigitte Kuhlmann, compagne de Wilfried Böse
- Gabriele Kröcher-Tiedemann
- Hans-Joachim Klein
- Magdalena Kopp

### Autres mouvement proches
- Fraction armée rouge
- Mouvement du 2 Juin

### Chronologie
- 1970 : un pistolet et 17 autres armes de haute performance volés dans l'armurerie d'une caserne américaine à Butzbach, près de Giessen[22].
- Printemps 1970 : Secours rouge relancé en France par la Gauche prolétarienne.
- 1971 : Hans-Joachim Klein rencontre Hanna Krabbe dans une communauté de la Lichtensteinstraße, puis Joschka Fischer.
- février 1972 : Hans-Joachim Klein[22] rejoint le "Secours rouge"
- 1972-1973 : Hans-Joachim Klein partage une maison avec Hanna Krabbe, de la RAF.
- printemps 1972 : vol de 75 grenades à fragmentation dans une base militaire américaine en Allemagne par les RZ.
- 26 juin 1972 : une partie des grenades à fragmentation retrouvées chez un militant des RZ, en contact avec la RAF et le FPLP.
- 1972-1973 : Magdalena Kopp quitte son mari pour Johannes Weinrich, employé de la maison d'édition[8].
- 1973 : un pistolet provenant du vol de 1970 trouvé dans une voiture utilisée à Francfort par Joschka Fischer[22], selon un indicateur de la police criminelle de Hesse[23], puis utilisée par Hans-Joachim Klein, qui devait installer un nouveau moteur.
- 1973 : une partie des grenades à fragmentation volées dans la base militaire utilisées lors d'un braquage de banque.
- avril 1973 : manifestation à Francfort, photo de casqué de Joschka Fischer en train de donner un violent coup de poing à un policier à terre, Klein court dans sa direction sur une autre photo[2].
- 1973 : Margrit Schiller passe «quelques jours» dans la maison squattée de plusieurs étages qu'occupent Joschka Fischer, Daniel Cohn-Bendit dans un appartement partagé[24],[25].
- en février 1973 : Margrit Schiller condamnée à deux ans et trois mois de prison pour soutien à une organisation criminelle, port d'armes et falsification de documents[25].
- 12 septembre 1974 : Prise d'otage à l'ambassade de France à La Haye
- 14 septembre 1974 : Attentat du drugstore Publicis
- novembre 1974 : demande de visite de Sartre à Baader
- novembre 1974 : décès d'un terroriste de la Bande à Baader en grève de la faim, manifestations violentes en réaction
- 4 décembre 1974 : visite de Sartre, Klein et Cohn-Bendit à Baader
- 13 janvier 1975 : Attentat d'Orly contre El Al (trois blessés) puis six jours après contre un avion israélien (vingt blessés)
- avril 1975 : prise d'otage de Stockholm par la RAF et Hanna Krabbe
- 27 juin 1975 : Fusillade de la rue Toullier, arrestation de Wilfried Böse
- décembre 1975 : Prise d'otages du siège de l'OPEP à Vienne
- mai 1976 : manifestation à Francfort après le décès d'Ulrike Meinhof, un policier gravement blessé par un cocktail Molotov.
- juin 1976 : Prise d'otage d'Entebbe
- avril 1977 : condamnations des leaders de la Bande à Baader
- 9 mai 1977 : la lettre de Hans-Joachim Klein est publiée par le journal Der Spiegel
- 9 mai 1977 : Automne allemand, suicide de 5 leaders de la Bande à Baader
- 7 août 1978 : entretien de Hans-Joachim Klein à Der Spiegel.
- 3 octobre 1978 : série de cinq interview de Hans-Joachim Klein par Jean-Marcel Bouguereau
- 1999 : mémoires, publiés en Allemagne, de Margrit Schiller

### Attentats
- le 13 janvier 1975 contre El Al (trois blessés) puis six jours après contre un avion israélien (vingt blessés)
- Attentat du drugstore Publicis (septembre 1974)
- Prise d'otage à l'ambassade de France à La Haye (septembre 1974)
- Fusillade de la rue Toullier (juin 1975)
- Prise d'otages du siège de l'OPEP à Vienne (décembre 1975)
- Prise d'otage d'Entebbe (juin 1976)

## Citation
- Chaque cœur, une bombe à retardement (Rota Zora, 1981)[26]